# Micropolis Aveyron
Micropolis is een dierentuin van insecten. De Franstalige ondertitel is la cité des insectes (NL: insectenstad). Micropolis is gewijd aan het leven en werk van entomoloog Jean-Henri Fabre en ligt op de Levezou in de gemeente Saint-Léons. In totaal zijn er 15 ruimten met een totaal oppervlak van 2400 m².
Micropolis informeert het publiek over insecten, de relatie met hun omgeving en hoe insecten functioneren. Daarnaast wordt er ook wetenschappelijk onderzoek verricht.